# Théâtre Denise-Pelletier
El Théâtre Denise-Pelletier és una sala d'espectacles de Mont-real (Canadà). L'objectiu primordial de la sala és iniciar els joves al teatre, malgrat que la seva programació també va adreçada al gran públic. Està situat en el número 4.353 del carrer Sainte-Catherine est, en el barri Hochelaga-Maisonneuve. El teatre, anomenat abans Théâtre Granada, fou primer un cinema. Construït el 1928 per l'arquitecte Emmanuel Doucet, l'interior era el més luxós de Mont-real. El 1997 agafa el nom de l'actriu Denise Pelletier.